# Złote Spady

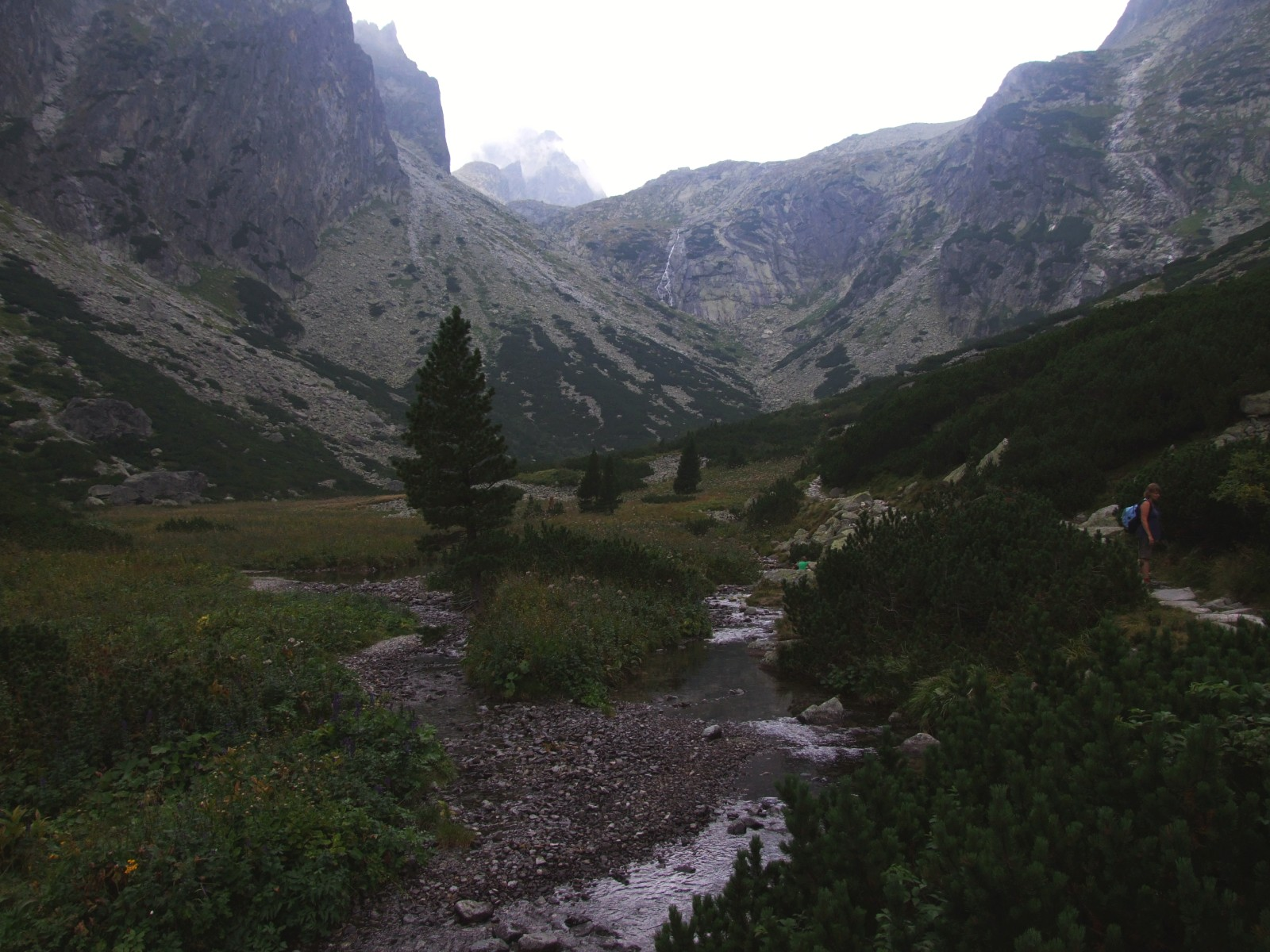
Złote Spady (u góry)

Złote Spady (słow. Jazerná stena) – wielka ściana stawiarska, jaką Dolina Pięciu Stawów Spiskich (górna część Doliny Małej Zimnej Wody) w słowackich Tatrach Wysokich obrywa się w południowym kierunku. Jest to klasyczny próg lodowcowy, przez który kaskadami z wyżej położonych Pięciu Stawów Spiskich spływa potok Mała Zimna Woda, tworząc wodospad nazywany w polskiej literaturze Złotą Siklawą. Ściana Złotych Spadów jest bardzo stroma i zbudowana z wielkich płyt, ale po zachodniej stronie progu zygzakami wspina się na nią szlak turystyczny, wykorzystując łagodniejszą w tym miejscu skośną podstawę ściany, stożek piargowy i skalne złomy.
Z północy w okolice Złotych Spadów opada Durna Grań, odgraniczająca od siebie Spiski Kocioł i Klimkowy Żleb.
Po zachodniej stronie Złotych Spadów istniała w latach 1833–1845 niewielka kopalnia rudy. Ludwik Zejszner pisał o niej: „dobytą rudę trzeba znosić na barkach”.

## Szlaki turystyczne
– zielony szlak od Schroniska Zamkovskiego dnem Doliny Małej Zimnej Wody do Schroniska Téryego, stąd dalej razem ze szlakiem żółtym i po jego odłączeniu na Lodową Przełęcz
- Czas przejścia od Schroniska Zamkovskiego do Schroniska Téryego: 1:45 h, ↓ 1:20 h
- Czas przejścia od Schroniska Téryego na Lodową Przełęcz: 1:30 h, ↓ 1:20 h